# Pomezí
Pomezí – miejscowość i gmina (obec) w Czechach, w kraju pardubickim, w powiecie Svitavy. W 2022 roku liczyła 1264 mieszkańców.